# Cipocereus pusilliflorus
Cipocereus pusilliflorus là một loài thực vật có hoa trong họ Cactaceae. Loài này được (F.Ritter) Zappi & N.P.Taylor mô tả khoa học đầu tiên năm 1991.